# フォレスト・シャーマン級駆逐艦
フォレスト・シャーマン級駆逐艦（英語: Forrest Sherman-class destroyers）は、アメリカ海軍の駆逐艦の艦級。第二次世界大戦後にアメリカ海軍が初めて量産建造した駆逐艦であるとともに、艦砲と魚雷を主武装とした最後のアメリカ駆逐艦でもあり、究極の在来型駆逐艦と評される。
1953年度計画より18隻が建造され、1955年より順次就役を開始したが、1990年までに運用を終了した。基本計画番号はSCB-85であったが、「ハル」（DD-945）以降は発展型のSCB-85Aに移行しており、ハル級駆逐艦として区別する資料もある。また、ミサイル駆逐艦として改装された艦（SCB-240）はジョン・ポール・ジョーンズ級ミサイル駆逐艦として区別される場合もある。

## 来歴
1946年10月に開催された駆逐艦研究会において、第二次世界大戦後のあるべき駆逐艦隊の姿が討議された。この研究会では、艦隊の直衛艦としてのDSは大戦型駆逐艦からの改修が想定されたものの、まもなくこれでは対空兵器を維持しつつ対潜戦能力の強化を図ることは困難であることが判明した。高速で機動する空母機動部隊は、大戦中にはおおむね潜水艦の脅威を回避できたものの、UボートXXI型のような水中高速潜が登場したことで、これらの艦隊護衛艦でも対潜戦能力の強化が課題となっていた。雷撃戦の重要度低下や対潜兵器の性能向上に伴って、船体規模を抑制する必要性は乏しくなっており、1948年度計画で建造されたミッチャー級では基準3600トン、全長149メートルまで大型化した。
しかしこのように高コストの大型艦を大量建造することは財政的に不可能であり、1951年には嚮導駆逐艦（Destroyer leader, DL）として通常の艦隊駆逐艦とは区別され、より小型・安価な「駆逐艦らしい駆逐艦」が模索されることになった。これによって建造されたのが本級である。

## 設計
上記の経緯より、当初はミッチャー級を元に小型化する方向で検討されていたものの、1951年2月16日の決定により、むしろフレッチャー級を発展させた設計が採用されることになった。強いシアを持つ平甲板船型も踏襲された。またSCB-85A計画艦では艦首乾舷を高くするなどの設計変更も行われている。
主機関についても、ミッチャー級と同様に蒸気圧力1,200 lbf/in2 (84 kgf/cm2)、温度510℃の高圧ボイラーを備えている。また蒸気タービンとしても、高・中圧タービンと低圧・後進タービンの2車室を備えた2胴式・2段減速のギヤード・タービンが踏襲された。ボイラー2缶とタービン1基をセットにして、両舷2軸を駆動するため2組を搭載しており、機関配置としては、艦首側から前部缶室・前部機械室・後部缶室・後部機械室が並ぶシフト配置とされている。またSCB-85A計画艦においては、新型のボイラー自動燃焼システムを装備している。

## 装備
本級は、従来の艦隊駆逐艦の伝統を引き継いだコンセプトを採択している。このため、防空用の対空砲火力は非常に重要であった。主砲としては、新型の54口径127mm単装速射砲（Mk.42 5インチ砲）を3基搭載した。装備要領としては、アレン・M・サムナー級で前甲板に2基を背負式に装備したところ艦首側の重量が増加し、特に荒天時の凌波性低下が顕著であった反省から、前甲板に1基、船体後部に背負式に2基と、同級と逆の配置とされたが、これは重量バランスが良好であったとされている。またこれとは別に、近接防空用に50口径76mm連装速射砲（Mk.33 3インチ砲）も搭載されており、将来的には70口径長に長砲身化したMk.37に換装される予定であったが、これは実現しなかった。砲射撃指揮装置（GFCS）としては、5インチ砲用の主方位盤としてMk.68が艦橋上に、5インチ砲用の副方位盤および3インチ砲用の主方位盤としてMk.56が第2煙突上に搭載されているが、これらはいずれも、アナログ計算機使用・レーダー照準・自動追尾式の新鋭機であった。
一方、対潜兵器に関しては、対潜任務艦であった嚮導駆逐艦（DL）や対潜駆逐艦（DDK）、航洋護衛艦（DE）と比してやや弱体であった。ソナーとしてはこれらと同じく10 kHz級のAN/SQS-4を搭載したが、対潜前投兵器としては、これらの艦が搭載していたMk.108 324mm対潜ロケット砲や旋回式改良型のMk.15 ヘッジホッグ対潜迫撃砲ではなく、戦中世代の固定式Mk.10 ヘッジホッグが搭載された。ただし水雷兵装としては、誘導対潜魚雷の運用に対応した固定式のMk.25 533mm連装魚雷発射管が1・2番煙突間の両舷に1基ずつ搭載されていた。これらは、後述の#改装の際に、新しく標準装備となったMk.32 3連装短魚雷発射管に換装された。

### 改装
最後の砲装型駆逐艦として建造された本級も、1960年代には、新開発のミサイル兵器のバックフィット改修を受けることになった。
まずターター・システムを搭載してのミサイル駆逐艦改修として、SCB240計画が計画された。これは後部のMk.42 5インチ砲 2基を代償にしてMk.13 mod.0 GMLSおよびMk.74 GMFCSを搭載するほか、後部マストを大型化してAN/SPS-48 3次元レーダーを搭載したものである。またソナーを低周波（5 kHz級）・大出力のAN/SQS-23に改装するとともにアスロック対潜ミサイルも搭載された。当初は全艦がSCB240改修を受けるよう計画されたが、新造のチャールズ・F・アダムズ級に比べて、戦闘能力が2/3に限定され、費用対効果が劣ると判断されたことから、4隻が改修されるに留まった。
その後、DDG改修を受けなかった艦を対象に、対潜能力を高める改装が計画された。これは、ソナーをAN/SQS-23に改装するとともにAN/SQS-35可変深度ソナーを追加装備し、さらに長射程の対潜火力としてQH-50 DASHを搭載するというものであったが、改修が実行に移される前にDASHの運用が中止されたため、実際には、アスロック対潜ミサイルを運用するためのMk.16 GMLSを搭載することとなった。この改修は、当初はSCB251と呼ばれていたが、実際には、最初に改修されたDD-933「バリー」以外の艦に行なわれた改修はSCB221と呼ばれている。また、当初はDDG改修を受けなかった全艦が対象とされていたが、予算削減の煽りを受けて、実際に改装されたのは8隻に終わった。

### 兵装・電装要目
|          | 新規建造時 SCB-85/85A                                  | 対潜強化艦 SCB-221/251           | DDG改装艦 SCB-240                |
| -------- | ------------------------------------------------------ | -------------------------------- | -------------------------------- |
| 兵装     | 54口径127mm単装速射砲×3基                              | 54口径127mm単装速射砲×2基        | 54口径127mm単装速射砲×1基        |
| 兵装     | 50口径76mm連装速射砲×2基                               | －                               | Mk 13 GMLS×1基 (RIM-24/66 SAM)   |
| 兵装     | Mk.10 ヘッジホッグ対潜迫撃砲×2基                       | －                               | Mk 13 GMLS×1基 (RIM-24/66 SAM)   |
| 兵装     | Mk.9爆雷投下軌条×1条                                   | Mk.16 アスロック 8連装発射機×1基 | Mk.16 アスロック 8連装発射機×1基 |
| 兵装     | Mk.25 533mm連装魚雷発射管×2基                          | Mk.32 3連装短魚雷発射管×2基      | Mk.32 3連装短魚雷発射管×2基      |
| FCS      | Mk.68 GFCS×1基                                         | Mk.68 GFCS×1基                   | Mk.68 GFCS×1基                   |
| FCS      | Mk.56 GFCS×1基                                         | －                               | Mk.74 GMFCS×1基                  |
| FCS      | Mk.105 UBFCS×1基                                       | Mk.114 UBFCS×1基                 | Mk.114 UBFCS×1基                 |
| レーダー | -                                                      | -                                | AN/SPS-48 3次元式                |
| レーダー | AN/SPS-29 または AN/SPS-37 または AN/SPS-40 対空捜索用 |                                  |                                  |
| レーダー | AN/SPS-10 対水上捜索用                                 |                                  |                                  |
| ソナー   | AN/SQS-4                                               | AN/SQS-23                        | AN/SQS-23                        |
| ソナー   | －                                                     | AN/SQS-35 IVDS                   | －                               |
| 電子戦   | AN/WLR-1 電波探知装置                                  | AN/WLR-1 電波探知装置            | AN/WLR-1 電波探知装置            |
| 電子戦   | AN/WLR-3 レーダー警報受信機                            |                                  |                                  |
| 電子戦   | AN/ULQ-6 電波妨害装置                                  |                                  |                                  |

## 配備
本級は1960年代から1970年代にかけて、アメリカ海軍の空母戦闘群において護衛兵力の一翼をなし、トンキン湾事件でも「ターナー・ジョイ」 (DD-951) が参加した。また、大発射速度・長射程の54口径5インチ単装速射砲3門による砲火力は、38口径5インチ緩射砲6門搭載のギアリング級よりも高く評価された。
しかし、1970年代後半になると、防空火力ではミサイル駆逐艦に及ばず、また、SCB199シリーズの護衛駆逐艦よりも、機関の維持等の運用コストが高いにもかかわらず対潜能力が同等であることから、コストパフォーマンスの悪い艦と見なされるようになっていた。このため、1970年代中盤より、新世代の汎用駆逐艦であるスプルーアンス級が就役し始めるとともに、本級は順次運用を終了し、DDG改装艦は1985年までに全艦が退役、冷戦の終結に伴って未改修艦やASW強化改装艦も急速に減勢し、1990年までに全艦が退役した。
「エドソン」 (DD-946) 、「ターナー・ジョイ」の2隻が記念艦として保存されている。2015年までは「バリー」 (DD-933) もワシントン海軍工廠で保存されていたが、来艦者の減少や老朽化、アナコスティア川への橋梁建設計画により2022年までにスクラップ処分された。
| 番号            | 艦名                                             | 造船所                              | 起工            | 進水            | 就役            | 改装    | 退役            | その後・備考 | リンク |
| --------------- | ------------------------------------------------ | ----------------------------------- | --------------- | --------------- | --------------- | ------- | --------------- | --- | ------ |
| DD-931          | フォレスト・シャーマン USS Forrest Sherman       | バス鉄工所                          | 1953年 10月27日 | 1955年 2月5日   | 1955年 11月9日  | 未改装  | 1982年 11月5日  | 記念艦としての寄贈は断念され、スクラップ処分 |        |
| DD-932 / DDG-32 | ジョン・ポール・ジョーンズ USS John Paul Jones   | バス鉄工所                          | 1954年 1月18日  | 1955年 5月7日   | 1956年 4月5日   | DDG改装 | 1982年 12月15日 | 2001年1月31日 艦隊演習で実艦標的として海没処分 |        |
| DD-933          | バリー USS Barry                                 | バス鉄工所                          | 1954年 3月15日  | 1955年 10月1日  | 1956年 9月7日   | ASW強化 | 1982年 11月5日  | 1983年1月31日に記念艦として寄贈のため保管 1984年から2015年までワシントンD.C.で公開後、2022年スクラップとして処分。                                |        |
| DD-936 / DDG-31 | ディケーター USS Decatur                         | ベスレヘム ・スチール, フォアリバー | 1954年 9月13日  | 1955年 12月15日 | 1956年 12月7日  | DDG改装 | 1983年 6月30日  | 2004年7月21日 艦隊演習で実艦標的として海没処分 |        |
| DD-937          | デイヴィス USS Davis                             | ベスレヘム ・スチール, フォアリバー | 1955年 2月1日   | 1956年 3月28日  | 1957年 2月28日  | ASW強化 | 1982年 12月20日 | 防衛再利用マーケティング・サービス（DRMS） によってスクラップとして売却 (1994年6月30日)                                                           |        |
| DD-938          | ジョナス・イングラム USS Jonas Ingram            | ベスレヘム ・スチール, フォアリバー | 1955年 6月15日  | 1956年 8月7日   | 1957年 7月19日  | ASW強化 | 1983年 3月4日   | 1988年7月23日 艦隊演習で実艦標的として海没処分 |        |
| DD-940          | マンリー USS Manley                              | バス鉄工所                          | 1955年 2月10日  | 1956年 4月12日  | 1957年 2月1日   | ASW強化 | 1983年 3月4日   | 防衛再利用マーケティングサービス（DRMS） によってスクラップとして売却 (1994年6月30日)                                                             |        |
| DD-941          | デュポン USS Du Pont                             | バス鉄工所                          | 1955年 5月11日  | 1956年 9月8日   | 1957年 7月1日   | ASW強化 | 1983年 3月4日   | 防衛再利用マーケティングサービス（DRMS） によってスクラップとして売却 (1992年12月11日)                                                            |        |
| DD-942          | ビグロー USS Bigelow                             | バス鉄工所                          | 1955年 7月6日   | 1957年 2月2日   | 1957年 11月8日  | 未改装  | 1982年 11月5日  | 艦隊演習で実艦標的として海没処分 (2003/04/02) |        |
| DD-943          | ブランディ USS Blandy                            | ベスレヘム ・スチール, フォアリバー | 1955年 12月29日 | 1956年 12月19日 | 1957年 11月26日 | ASW強化 | 1982年 11月5日  | 防衛再利用マーケティングサービス（DRMS） によってスクラップとして売却 (1994年6月30日)                                                             |        |
| DD-944          | ムリニクス USS Mullinnix                         | ベスレヘム ・スチール, フォアリバー | 1956年 4月5日   | 1957年 3月18日  | 1958年 3月7日   | 未改装  | 1983年 8月11日  | 1992年8月23日 艦隊演習で実艦標的として海没処分 |        |
| DD-945          | ハル USS Hull                                    | バス鉄工所                          | 1956年 9月12日  | 1957年 8月10日  | 1958年 7月3日   | 未改装  | 1983年 7月11日  | 1998年4月7日 艦隊演習で実艦標的として海没処分 |        |
| DD-946          | エドソン USS Edson                               | バス鉄工所                          | 1956年 12月3日  | 1958年 1月4日   | 1958年 11月7日  | 未改装  | 1988年 12月15日 | 1989年から2004年までニューヨーク市イントレピッド海上航空宇宙博物館で記念艦。 保管後、2013年からミシガン州ベイシティに移動して記念艦として公開中。 |        |
| DD-947 / DDG-34 | サマーズ USS Somers                              | バス鉄工所                          | 1957年 3月4日   | 1958年 5月30日  | 1959年 4月9日   | DDG改修 | 1982年 11月19日 | 1998年7月22日 艦隊演習で実艦標的として海没処分 |        |
| DD-948          | モートン USS Morton                              | インガルス 造船所                   | 1957年 3月4日   | 1958年 5月23日  | 1959年 5月26日  | ASW強化 | 1982年 11月22日 | 1992年3月4日 防衛再利用マーケティングサービス（DRMS） によってスクラップとして売却                                                                |        |
| DD-949 / DDG-33 | パーソンズ USS Parsons                           | インガルス 造船所                   | 1957年 6月17日  | 1959年 8月17日  | 1959年 10月29日 | DDG改修 | 1982年 11月19日 | 1989年4月25日 艦隊演習で実艦標的として海没処分 |        |
| DD-950          | リチャード・S・エドワーズ USS Richard S. Edwards | ピュージェット ・サウンド           | 1956年 12月20日 | 1957年 9月27日  | 1959年 2月5日   | ASW強化 | 1982年 12月18日 | 1997年4月10日 艦隊演習で実艦標的として海没処分 |        |
| DD-951          | ターナー・ジョイ USS Turner Joy                  | ピュージェット ・サウンド           | 1957年 9月30日  | 1958年 5月5日   | 1959年 8月3日   | 未改装  | 1982年 11月22日 | 記念艦として寄贈(1991年4月10日) 現在ワシントン州ブレマートンで公開中                                                                              |        |

## 登場作品
『メイポート沖の待ち伏せ』
架空艦「DD-920 ゴールズボロ」が登場。主人公が艦長を務めており、カダフィ大佐に対して攻撃を行ったミッドウェイ級航空母艦「コーラル・シー」を報復のため撃沈しようとする、リビア海軍所属で架空のフォックストロット型潜水艦「アル・アクラブ」と戦闘を繰り広げる。